# Обмежена війна
Обмежена війна у якій сторони не використовують усі наявні у них ресурси, як то людські, індустріальні, військові, природні, технологічні та інші ресурси у конкретному конфлікті. Причиною такого рішення може бути неможливість мобілізувати ресурси або бажання зберегти їх для інших потреб. Обмежена війна - протилежна концепція до тотальної війни.  

## Характеристики
Свідоме рішення про обмеження масштабу бойових дій може бути пов'язане з відносно низьким рівнем важливості інтересу, який захищають військовим шляхом, бажанням уникнути подальшого ускладнення відносин з противником або його союзниками, обмеженість конфлікту у просторі (наприклад конфлікт щодо належності певної віддаленої території). 
Водночас асиметрія силових потенціалів противників та інтересів, що стоять на кону, може призвести до того,  що один з противників вестиме обмежену, а інший тотальну війну.  
Сучасна обмежена війна може вестися угрупуваннями військ (сил), розгорнутими в районі конфлікту, з їх можливим посиленням за рахунок перекидання додаткових сил і засобів з інших напрямів і проведення часткового стратегічного розгортання збройних сил.  

## Приклади
Фолклендська війна
Цей конфлікт часто розглядають як "хрестоматійний приклад обмеженої війни - обмеженої у часі, у просторі, у цілях та засобах". Бойові дії тривали близько десяти тижнів, а безповоротні втрати обох сторін становили близько тисячі осіб.